# Perry Rhodan
Perry Rhodan é o título de uma série de livros de ficção científica do gênero space opera publicada desde 1961 na Alemanha. Enquanto os críticos do gênero nos Estados Unidos habitualmente difamam a série, as décadas de sucesso comercial tornaram a série um fenômeno. Perry Rhodan mostra uma crítica feroz à realidade atual, fazendo-nos refletir em 1960 sobre a Guerra Fria, em 1970 sobre a New Age e em 1980 sobre o movimento pacifista nas entrelinhas da sua história. A série tem capturado os principais pensamentos da elite científica da Alemanha e influenciou de forma pungente todos os escritores de ficção científica alemães e do mundo.

## História

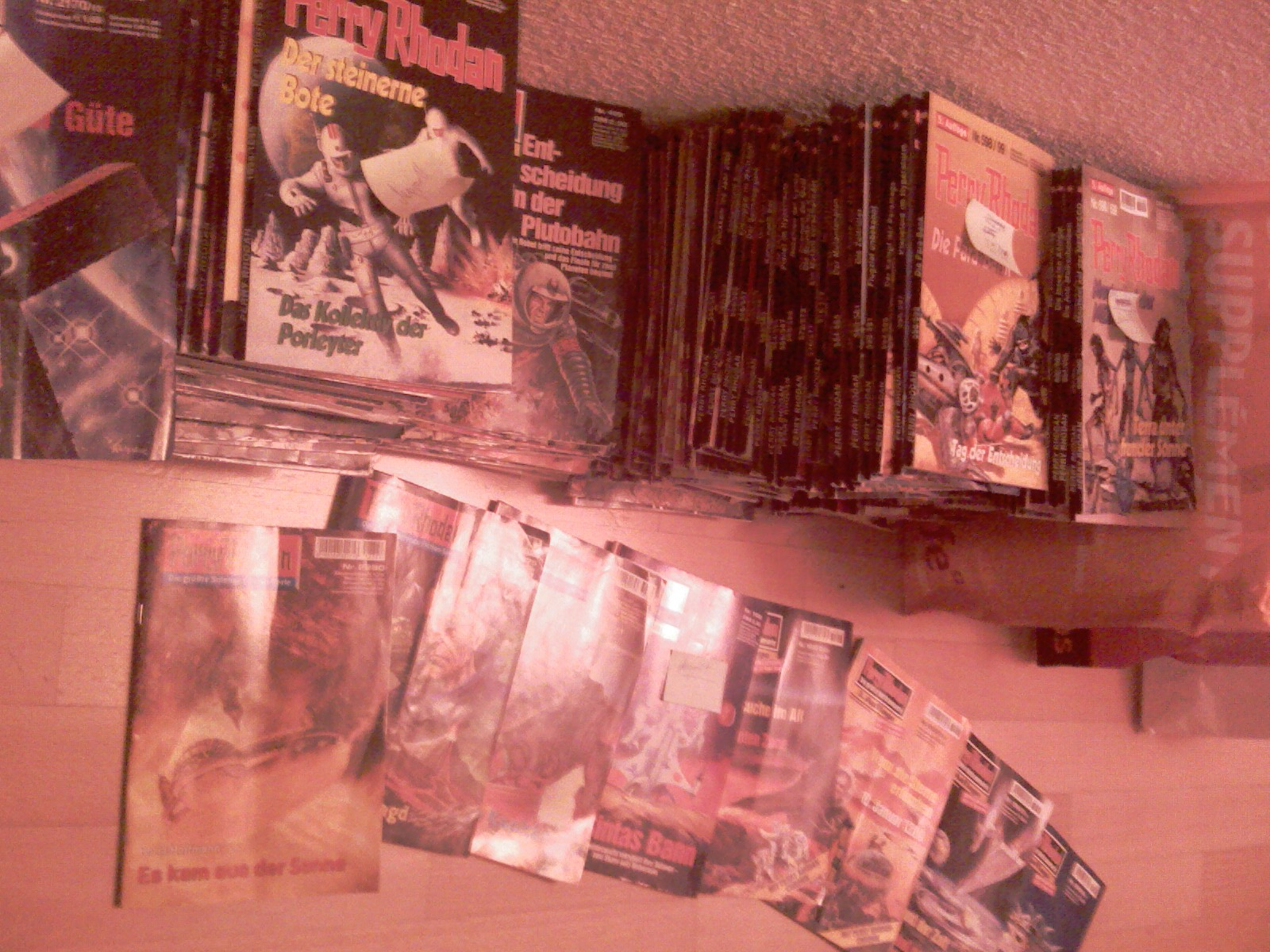
Coleção de Perry Rhodan

Escrito por uma equipe de autores que se alternam, "Perry Rhodan" é um periódico semanal (novela) de tradição germânica (Heftroman), um tipo de publicação semelhante a uma revista pulp.
A série foi criada em 1961 por K. H. Scheer e Clark Darlton. Inicialmente concebida para ser uma trilogia, ela se tornou um sucesso duradouro, ultrapassando o número de 3333 histórias em 3 de julho de 2025 . Houve diversas reedições, incluindo edições totalmente revisadas em formato de capa dura. Significativamente relacionadas a ela, estão as séries "Atlan" e "planetenromane" ("romances planetários"), nas quais os temas da série têm um desenvolvimento mais pormenorizado. Nas décadas que se seguiram ao seu lançamento, surgiram histórias em quadrinhos, numerosos itens de colecionador, várias enciclopédias, áudios, canções etc. A série foi parcialmente traduzida para diversos idiomas. Ela também foi passada para o cinema com o filme Mission Stardust (1967), muito criticado pelos fãs.

## Enredo
A história começa em 1971 com o primeiro voo tripulado à Lua por membros da Força Aérea dos Estados Unidos. O major Perry Rhodan e sua tripulação descobrem, em nosso satélite, uma espaçonave extraterrestre acidentada.  Apropriando-se da tecnologia extraterrestre, eles conseguem a unificação da humanidade e iniciam a conquista da galáxia e do cosmos pela humanidade. Enquanto a série prossegue, algumas personagens adquirem a imortalidade virtual, fazendo a história cruzar os milênios, incluindo flashbacks, viagens no tempo, universos paralelos etc.
A série usa uma estrutura de narrativa em "ciclos" (arcos de história), similares aos usados em "Homem da Máfia" (Wiseguy), "Chumbo grosso" e Babylon 5. Um ciclo pode se estender de 25 a 100 números, devotados a explicar uma era. Alguns são agrupados em ciclos subsequentes, criando-se um grande ciclo.

### Ciclos
Grande ciclo Via Láctea
- 1. A Terceira Potência 1 a 49
- 2. Atlan e Árcon 50 a 99
- 3. Os Posbis 100 a 149
- 4. O Segundo Império 150 a 199

Grande ciclo Galáxias Alienígenas
- 5. Os Senhores da Galáxia 200 a 299
- 6. M-87 300 a 399

Grande ciclo Desintegração do Império
- 7. Os Cappins 400 a 499
- 8. O Enxame 500 a 569
- 9. Os Antigos Mutantes 570 a 599
- 10. O Xadrez Cósmico 600 a 649
- 11. O Concílio (dos Sete) 650 a 699

Grande ciclo Superinteligências
- 12. Afilia 700 a 799
- 13. Bardioc 800 a 867
- 14. Pan-Thau-Ra 868 a 899
- 15. Os Castelos Cósmicos 900 a 999

Grande ciclo Código Moral
- 16. Die Kosmische Hanse 1000 a 1099
- 17. A Armada Infinita 1100 a 1199
- 18. Cronofósseis e Vironautas 1200 a 1299
- 19. Os Viajantes da Rede 1300 a 1349
- 20. Tarkan 1350 a 1399

Grande ciclo Ativadores Celulares
- 21. Os Cantaros 1400 a 1499
- 22. Os Linguides 1500 a 1599

Grande ciclo "O Grande Enigma Cósmico"
- 23. Os Enox 1600 a 1649
- 24. O Grande Vazio 1650 a 1699
- 25. Os Ayindis 1700 a 1749
- 26. Os Hamamesch 1750 a 1799

Grande ciclo "Thoregon"
- 27. Os Tolkanders 1800 a 1875
- 28. Os Baluartes Heliotianos 1876 a 1899
- 29. O Sexto Enviado 1900 a 1949
- 30. Matéria 1950 a 1999
- 31. A Residência Solar (2000 a 2099)
- 32. O Reino Tradom (2100 a 2199)

Grande ciclo "Cavaleiros da Paz"
- 33. O Oceano Estelar (2200 a 2299)
- 34. Terranova (2300 a 2399)
- 35. Negasfera (2400 a 2499)

Grande ciclo "sem título"
- 36. Stardust (2500 a 2599)
- 37. Neuroverso (2600 a 2699)
- 38. O Tribunal Atópico (2700 a 2799)
- 39. O Espaço Atemporal (2800 a 2899)
- 40.  Mausoleu Estelar (2900 a 2949)
- 41. Genesis (2950 a 2999)
- 42. Mito (3000 a 3099)
- 43. Caotarcas (3100 a 3199)
- 44. Os Fragmentos (3200-3299)

Grande ciclo "Elysion"
- 45. Phoenix (3300-3349)
- 46. Pegasus (3350-3399)

### Personagens
1. Humanóides
2. Não Humanóides
3. Mutantes
4. Universos
5. Frotas Estelares
6. Naves
7. Robôs
8. Arcônidas
9. Aras
10. Saltadores
11. Superpesados
12. Outros

### Jornal
1 - Cronologia da série

## A série no mundo

### Série no Brasil
A série fez sua estreia no país no livro Operação Astral, décima quarta edição da coleção Galáxia 2000 da Editora O Cruzeiro publicada em 1966, o livro reunia as histórias Missão Stardust e Terceira Potência (batizada como Segunda Parte), ambas as histórias foram traduzidas do francês. 
Entre 1975 e 1991, ela foi publicada pela Editora Tecnoprint S.A. (atual Ediouro), que lançou os episódios 1 a 536 em formato de bolso (10,5 x 16 cm e 11,5 x 18 cm) e, a partir do volume 200, como "Futurâmica Espacial Perry Rhodan" no formato "superbolso" (12 x 21 cm).
Em 1975, a editora "Etcetera" publicou duas edições da revista em quadrinhos "Perry, nosso homem no espaço"
Em 1988, é formado o primeiro fã-clube brasileiro sobre Perry Rhodan, fundado por Sérgio Roberto L. Costa e Maria Ângela C. Bussolotti, Caio Cardoso Sampaio e Roberto de Sousa Causo, ligado ao Clube de Leitores de Ficção Científica (CLFC), esse clube publica o fanzine O Rhodaniano.
Em 1991, os irmãos Alexandre e Daniel Pereira dos Santos, lançam o "Informativo Perry Rhodan" um fanzine dedicado a série e em 1994 fundam o Perry Rhodan Fã Clube do Brasil - PRFCB" que congregou mais de 150 associados, dos quais se destacaram membros que mais tarde seriam fundamentais no retorno da série no Brasil: Rodrigo de Lélis e César Rodrigo Maciel.
Em 1994 a  Sociedade Brasileira de Arte Fantástica realiza a I RhodanCon, a primeira convenção dedicada a série.
Em junho de 2001, a série voltou a ser traduzida no Brasil pela SSPG (Star Sistemas e Projetos Gráficos Ltda), a partir do número 650,  além das novelas originais, publica artigos e contos de autores brasileiros.
A SSPG publicou a série até janeiro de 2007, quando lançou o volume duplo com os episódios 846/847. Após a suspensão da publicação da série pela SSPG, fãs da série criaram o Projeto Traduções a fim de traduzir histórias inéditas em português, principiando com o hiato que ficou entre as publicações da Ediouro e as da SSPG, isto é, os números 537 a 649, tendo já sido lançados os nºs 537 ao 649 e atualmente no ciclo 21 do 1400 ao 1446. Além disso outras séries paralelas à série principal foram lançadas pela primeira vez no Brasil, como a série Atlan, Planetenromane, Lemuria e a nova série Perry Rhodan NEO. A edição brasileira também publica contos de autores brasileiros, é o caso de alguns contos da série "Shiroma, Matadora Ciborgue" do escritor Roberto de Sousa Causo.
Em Julho de 2013, a SSPG lançou uma enquete em seu site oficial, sobre a possibilidade dos livros serem lançados em formato e-book, em Janeiro de 2014, a editora publicou o resultado da enquete: a maioria dos leitores entrevistados foram favoráveis ao formato, a editora disse que estudaria o formato adequado.
Em 2014 a SSPG voltou a publicar a série em uma nova edição digital. As atualizações dos lançamentos são feitas quinzenalmente todo dia 05 e 20 do mês sempre com 2 livros do ciclo O Concilio e um livro inédito. O último livro lançado em 20/08/2015 foi o livro 874 do novo ciclo Pan-Thau-Ra.
Em 11/2015 a SSPG iniciou a publicação dos livros do hiato 537 a 649, sendo o primeiro livro PR537 - A Bordo da Marco Polo (Digital) foi lançado em 20 de novembro de 2015.

### PR em outros países
Traduções de Perry Rhodan estão disponíveis no Brasil, Rússia, Itália, Finlândia, China, Japão (1 ao 638), França (1 a 530), República Checa e Países Baixos (1 a 1710). As versões em inglês (1 a 146) foram editadas nos EUA, Canadá e Reino Unido.

## Impacto cultural

### No espaço
O holandês André Kuipers inspirou-se nela e tornou-se astronauta depois de ler a série. Quando finalmente lançou-se no espaço, em 18 de Abril de 2004, levou com ele o primeiro livro que leu, o número 10 ("Batalha no setor Vega").

### Na música
Christopher Franke, ex-membro do grupo germânico de música eletrônica Tangerine Dream e compositor da trilha sonora da série de televisão Babylon 5, lançou Perry Rhodan Pax Terra em 1996, música esta inspirada no épico de "Perry Rhodan".